# マジック・マスター
『マジック・マスター』（英称:Magic Master）は、黒沢哲哉原作、阿白宗可漫画作成で『月刊少年ガンガン』にて2000年10月号から2005年2月号まで連載した漫画である。単行本は全11巻が出された。

## 概要
マジックのトリックを見抜く才能を持っていたものの、マジックに全く興味がなかった少年が少しずつマジックに興味を持ち始め、仲間やライバルとともにマジックを習得していく。
当作品はマジックキャッスル正会員の柳田昌宏監修のもと、本格的なマジックが作中で表現され紹介されている。作中に登場するマジックはトリックを明らかにしている物していない物とあるが、全て実際に表現可能なものだけを取り扱っている。作中でマジックを披露する描写においても、その際にマジシャンが行う動作はできるだけ省略せずに表現しており、再現可能な物となっている。各単行本巻末には実際本編で登場したマジックの解説についても記載されている。

## 登場人物
藤原 つかさ （ふじわら つかさ）
主人公。マジックに興味の無かった中学生であったが、マーリンと出会ったことでマジックに挑戦していく。マジックに関する才能を秘め、他の人のマジックのネタを次々と見抜くなど次第に才能を開化する。
マーリン
天才マジシャンの孫娘。つかさと運命的な出会いをしマジックを広めていく。
横山 マミ （よこやま まみ）
つかさの幼なじみの女の子。何かとつかさに関わっていても本人はあまり気付いていない。
田中 直基 （たなか なおき）
人気マジシャンであるミスター・シャッフルの息子。親の意志を受け継ぎマジックに熱心でテクニックは超一流である。つかさとはライバル関係にある。
加也田 純 （かやた じゅん）
日本でもトップクラスの若手マジシャン。自らマジシャンの事務所を経営している。
星野 サトル（ほしの さとる）
加也田の事務所に所属しプロマジシャンを目指す少年。つかさと同様、加也田のタネを見抜いた。女の子が苦手。
岡野 ゆか （おかの ゆか）
田中の従姉妹。加也田の提案した勝負でつかさのマジックを見抜いた。兄である美倉の目を覚まそうと超能力選抜試験を受ける。
渡辺 さくら （わたなべ さくら）
つかさと同じ塾に通っている。不思議な現象に興味深い。
美倉 啓一郎 （みくら けいいちろう）
ゆかの実の兄で、犬山大学心理学科助手。超能力選抜試験を主催し優秀な超能力者を募る。
白鳥 繭（しらとり まゆ）
超能力選抜試験の出場者。ゆかの母・岡野瑤子とは面識があるが、実は、本物の予知能力者である。過去に、瑤子を自分が殺したというトラウマを持っている。
岡野 瑤子（おかの ようこ）
ゆかと美倉の実の母親。火焔講の信者で、幼少の頃の白鳥繭に殺されたと思われたが、実は、火焔講の人間ではなく、特別降霊室に連れて行くフリをし、繭を逃がしたが、その直後、火焔様に見つかり殺されてしまった。
九条 綾乃 （くじょう あやの）
九条神社の娘。星野の励ましでマジックを続ける。
エイレン
謎の美人占い師。何か意図を持ってつかさに接近している。
藤崎 あおい （ふじさき あおい）
関西出身の女性マジシャン。トップクラスの実力を持ち、動物を扱うマジックを得意としている。
日高 正男 （ひだか まさお）
あおい同様トップクラスの実力を持つマジシャン。

## 登場した主なマジック
- カードマジック
- コインマジック
- スプーン曲げ
- 透視術
- 念写
- テレパシーマジック
- ろうそくの炎
- トッペルゲンガー
- 瞬間移動
- ジプシー・スレッド
- 動物マジック

## マジックの解説
各単行本巻末に収録されているマジックの解説は「マジシャンズトークス」と題され、アカデミーオブマジカルアーツ正会員（当時）の秋元正（1 - 8巻）、林敏明（9 - 11巻）によって実際本編で登場したマジックについて解説がなされている。
第3巻 - 第10巻は本編に登場しているトリックについての解説も併せて「トリック当てクイズ解答編」として記載されている。